# Outlaws MC
Outlaws Motorcycle Club  är ett internationellt nätverk av mc-klubbar bildat i USA 1935 i samhället McCook utanför Chicago, Illinois. Det är en så kallad 1%-gruppering, vilket betyder att medlemmarna gör anspråk på att tillhöra den lilla andel medborgare som ställt sig vid sidan av samhället och lagarna.
Den kriminella affärsverksamheten är mindre omfattande än inom Hells Angels MC och Bandidos MC. Outlaws har på senare år expanderat sin verksamhet i Sverige, främst i den södra delen av landet.
Den första fullvärdiga svenska avdelningen grundades i Stockholm 2001.
Outlaws MC hade som mest ca 40-70 fullvärdiga medlemmar samt ett 50-100 supportrar inom Loyalty BFL Sweden. I september 2007 valde Outlaws MC att avveckla sin verksamhet i Sverige.
I september 2008 är Outlaws MC återigen igång med 3 stycken chapters (Midlands, Nomads och Stockholm). Uppgiften bekräftas officiellt av Outlaws MC på deras internationella site samt av anonyma medlemmar i Sverige. Deras officiella hemsida i Sverige är återigen öppnad.

## Konflikter
I takt med att Outlaws MC har expanderat i Sverige har konflikterna mellan olika kriminella organisationer eskalerat. Bland annat kan följande sammandrabbningar nämnas:
- Sprängning av Outlaws MC:s klubblokal utanför Åtvidaberg där en död Top Side-medlem påträffades. Mannens bil hittades på platsen. Top Side blir belönade genom att upptas i Hells Angels vilket tyder på att sprängningen var sanktionerad.[7][8][9][10]
- Sprängning av en bil i Klippan som tillhör en man som misstänks ha kopplingar till Outlaws MC.[11]
- Medlemmar från Outlaws MC:s stödgrupp Loyalty BFL attackerar ett hus i Sjöbo som har anknytning till Red Devils MC som är officiell supporterklubb åt Hells Angels.[12]
- Sju Bandidos-medlemmar bröt sig in i Outlaws MC:s klubblokal i Storvik utanför Sandviken där de stal och vandaliserade lokalen.[13]
- Outlaws MC drar sig ur striden genom att avveckla sin klubbverksamhet i Sverige.[14]

## Avdelningar
Outlaws MC har idag fyra fullvärdiga avdelningar i Sverige: Stockholm, Highcoast (Prospective), Malmö East och Skellefteå (Prospective).